# إيدوارد هاين
هاينريش إيدوارد هاين هو عالم رياضيات ألماني.